# Гукель, Юрай
Юрай Гукель (словац. Juraj Hukel, 24 апреля 1919 — 7 сентября 2007) — чехословацкий и словацкий шахматист, национальный мастер.
Наиболее известен по выступлениям в заочных соревнованиях. Главного спортивного успеха добился в составе сборной Чехословакии, став победителем 2-й заочной олимпиады (1952—1955 гг.). Также в составе национальной сборной участвовал в матче со сборной СССР.
Несколько раз участвовал в чемпионатах Европы по переписке.
Обычно участвовал в небольших турнирах, проводившихся на территории Словакии. В 1990-е гг. активно выступал в командных чемпионатах Словакии (преимущественно в низших дивизионах).

## Основные спортивные результаты
| Год                       | Город                                                                             | Соревнование                                                                      | + | − | = | Результат | Место             |
| ------------------------- | --------------------------------------------------------------------------------- | --------------------------------------------------------------------------------- | - | - | - | --------- | ----------------- |
| 1975                      | Римавска-Собота                                                                   | Турнир чехословацких шахматистов                                                  | 7 | 3 | 3 | 8½ из 13  | 5—6               |
| СОРЕВНОВАНИЯ ПО ПЕРЕПИСКЕ |                                                                                   |                                                                                   |   |   |   |           |                   |
| 1952—1955                 | 2-й командный чемпионат мира (заочная олимпиада; сборная Чехословакии, 2-я доска) | 2-й командный чемпионат мира (заочная олимпиада; сборная Чехословакии, 2-я доска) |   |   |   |           | Команда — чемпион |
| 1961—1963                 | 1-й чемпионат Европы                                                              | 1-й чемпионат Европы                                                              |   |   |   |           | [ 3 ]             |
| 1965—1967                 | Матч СССР — Чехословакия (против Я. Г. Рохлина)                                   | Матч СССР — Чехословакия (против Я. Г. Рохлина)                                   |   | 1 |   |           |                   |
| 1970—1974                 | 7-й чемпионат Европы                                                              | 7-й чемпионат Европы                                                              |   |   |   |           | [ 3 ]             |